# Mathilda Grabow
Mathilda Elisabeth Emma Grabow (senare med namnet Taube), född 23 maj 1852 i Stockholm, död 29 maj 1940 i Kungsholms församling, Stockholms stad, var en svensk opera- och konsertsångerska (sopran).

## Biografi
Grabow var operaelev till Fredrika Stenhammar och Pauline Viardot-García. Hon var engagerad vid Kongl. Stora Theatern 1870–1871 samt 1877–1886 och sjöng i Paris 1872–1876. I Paris uppträdde hon på Stora Operan som drottningen i Hugenotterna. Grabow ansågs som en av det sena 1800-talets kanske största inom svensk opera[källa behövs] och beskrevs som en mycket mångsidig artist, med en ovanlig och äkta inlevelse inom operans dramatik och hade många kontrasterande roller.
Hon gifte sig 1886 med översten, greve Carl Evert Taube. En dotter gifte sig med Martin Aronowitsch. Efter 1886 uppträdde hon enbart vid konserter, utom år 1891, då hon deltog vid avskedsföreställningen i det gamla operahuset, innan det revs och ersattes med en nyare byggnad.
Hon utnämndes till hovsångerska 1886. Hon invaldes som ledamot nr 486 av Kungliga Musikaliska Akademien 28 mars 1895.
Mathilda Grabow var dotter till förste fagottisten i Kungliga hovkapellet Ludvig Grabow och hans maka Augusta Lovisa Winckler. Hon var syster till Carl Grabow. Hon är begravd på Norra begravningsplatsen utanför Stockholm.

## Roller (urval)
- Nürnbergerdockan
- Pamina
- Julia
- Den bergtagna
- Mignon
- Chérubin
- Den vilseförda
- Neaga
- Judinnan

## Utmärkelser
- Konung Oscar II:s och Drottning Sofias guldbröllopsminnestecken, 1907.[3]
- Konung Oscar II:s jubileumsminnestecken, 1897.[3]
- Konung Gustaf V:s jubileumsminnestecken med anledning av 70-årsdagen, 1928.[4]
- Litteris et Artibus, 1895.